# 小行星4340
小行星4340（4340 Dence）是一颗绕太阳运转的小行星，为主小行星带小行星。该小行星于1986年5月4日发现。

## 轨道参数
小行星4340的轨道半长轴为2.3931353 UA，离心率为0.232。